# Macon, Mississippi
Macon är administrativ huvudort i Noxubee County i Mississippi. Orten fick sitt nuvarande namn efter Macon i Georgia. Det ursprungliga ortnamnet var Taladega.